# الوزارة الاتحادية للمشردين واللاجئين وضحايا الحرب

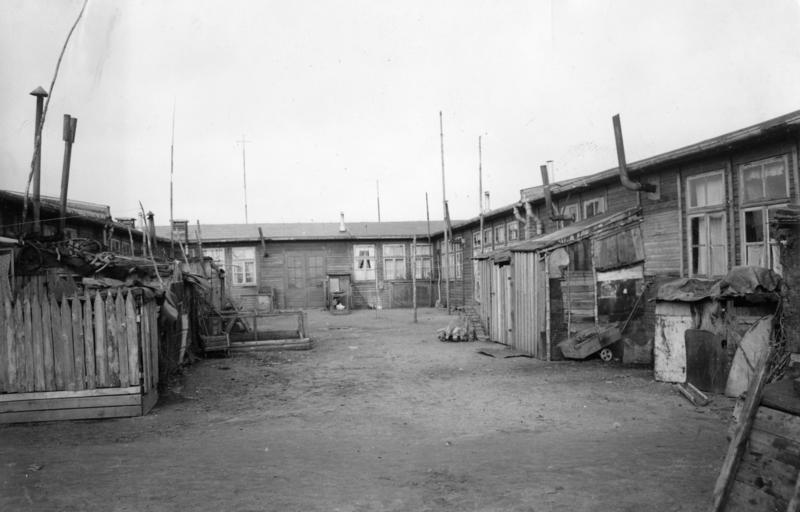
معسكر سابق للمُبعدين في إكرنفورده، التقطت الصورة عام 1951

الوزارة الفيدرالية للأشخاص النازحين واللاجئين وضحايا الحرب ( (بالألمانية: Bundesministerium für Vertriebene, Flüchtlinge und Kriegsgeschädigte; BMVt)‏ كان جزءًا من الحكومة الفيدرالية الألمانية الغربية من عام 1949 حتى عام 1969.
قبل تشكيل جمهورية ألمانيا الاتحادية على أراضي المناطق الحليفة الثلاث الغربية (الأمريكية والبريطانية والفرنسية)، كانت حكومات الولايات الفردية مسؤولة عن رعاية المشردين. في البداية مكتب الأشخاص النازحين ( (بالألمانية: Amt für Heimatvertriebene)‏ تم تشكيلها لمهمة السياسة الاجتماعية المتمثلة في تنسيق دمج الأشخاص النازحين واللاجئين، ورعاية ضحايا الحرب وتقديم التعويضات والمساعدات الأولية. عندما تشكلت الوزارة الجديدة في سبتمبر 1949 بعد الانتخابات البرلمانية.
الوزير الأول كان هانز لوكاشيك، عضو البوندستاغ من أجل الاتحاد الديمقراطي المسيحي (CDU) والرئيس السابق لجمعية Zentralverband vertriebener Deutscher، وهي منظمة تضم الألمان النازحين. قبل الحرب كان مسؤولا عن تنظيم الدعاية ضد البولنديين في سيليزيا العليا. كان لديه ثمانية خلفاء، حتى عام 1969 تم حل الوزارة وتم توزيع صلاحياتها على الوزارات الفيدرالية الأخرى. استهدفت الوزارة العديد من الفضائح والجدل، حيث كان خليفة لوكاشيك ثيودور أوبرلاندر ناشطًا سابقً، وكان مسؤولًا عن دعم التطهير العرقي لليهود والبولنديين وأجبر على الاستقالة بسبب ماضيه النازي. كما أُجبر وزير آخر هانز كروجر، وهو نازي سابق أيضًا، على الاستقالة بعد الكشف عن تورطه في أعمال وحشية في بولندا المحتلة. بالنسبة إلى لوكاشيك، فقد تم التكهن بأن رحيله كان نتيجة مؤامرات قام بها النازيون السابقون 
قامت الوزارة في البداية بصياغة Lastenausgleichsgesetz و Bundesvertriebenengesetz (صدر في عامي 1952 و1953 على التوالي). أصبحت هذه القوانين أساس أنشطتها الإضافية.

## وزراء
حزب سياسي:   الاتحاد الديمقراطي المسيحي   كتلة عموم ألمانيا ‏   الحزب الديمقراطي الحر
| اسم (ولد-توفي)                                  | اسم (ولد-توفي)                      | حفل                                  | مدة الولاية                    | مدة الولاية                    | المستشار                       |
| الوزير الاتحادي لشؤون المشردين                  | الوزير الاتحادي لشؤون المشردين      | الوزير الاتحادي لشؤون المشردين       | الوزير الاتحادي لشؤون المشردين | الوزير الاتحادي لشؤون المشردين | الوزير الاتحادي لشؤون المشردين |
| ----------------------------------------------- | ----------------------------------- | ------------------------------------ | ------------------------------ | ------------------------------ | ------------------------------ |
|                                                 | هانز لوكاشيك (1885-1960)            | CDU                                  | 20 سبتمبر 1949                 | 20 أكتوبر 1953                 | كونراد أديناور                 |
|                                                 | ثيودور أوبرلاندر (1905-1998)        | GB/BHE                               | 20 أكتوبر 1953                 | 31 يناير 1954                  | كونراد أديناور                 |
| الوزير الاتحادي للمشردين واللاجئين وضحايا الحرب |                                     |                                      |                                |                                |                                |
|                                                 | ثيودور أوبرلاندر (1905-1998)        | GB/BHE (حتى 1955) CDU (منذ عام 1955) | 1 فبراير 1954                  | 4 مايو 1960                    | كونراد أديناور                 |
|                                                 | هانز يواكيم فون ميركاتز (1905-1982) | CDU                                  | 27 أكتوبر 1960                 | 14 نوفمبر 1961                 | كونراد أديناور                 |
|                                                 | فولفغانغ ميشنيك (1921-2002)         | FDP                                  | 14 نوفمبر 1961                 | 15 أكتوبر 1963                 | كونراد أديناور                 |
|                                                 | هانز كروجر (1902-1971)              | CDU                                  | 17 أكتوبر 1963                 | 7 فبراير 1964                  | لودفيغ إيرهارت                 |
|                                                 | ارنست ليمر (1898-1970)              | CDU                                  | 19 فبراير 1964                 | 26 أكتوبر 1965                 | لودفيغ إيرهارت                 |
|                                                 | يوهان المعمدان غرادل (1904-1988)    | CDU                                  | 26 أكتوبر 1965                 | 1 ديسمبر 1966                  | لودفيغ إيرهارت                 |
|                                                 | كاي-أووي فون هاسل (1913-1997)       | CDU                                  | 1 ديسمبر 1966                  | 5 فبراير 1969                  | كورت غيورغ كيزينغر             |
|                                                 | هاينريش ويندلين (1921-2015)         | CDU                                  | 7 فبراير 1969                  | 21 أكتوبر 1969                 | كورت غيورغ كيزينغر             |

## الحواشي
1. ↑  Klausing, A. (2009). Maßnahmen zur Aufnahme und Integration der deutschen Ostflüchtlinge 1945-1952. GRIN Verlag. ISBN:9783640268344. مؤرشف من الأصل في 2020-02-20. اطلع عليه بتاريخ 2014-11-17.
2. ↑  T. Hunt Tooley, "National identity and Weimar Germany: Upper Silesia and the eastern border, 1918–1922", U of Nebraska Press, 1997, pg. 176
3. ↑  Hitler's legacy:
West Germany confronts the aftermath of the Third Reich John P. Teschke P. Lang, page 161, 1999